# Barcaföldvár község
Barcaföldvár község (románul: Comuna Feldioara) község Brassó megyében, Romániában. Központja Barcaföldvár, beosztott falvai Bohntelep, Szászveresmart.

## Népessége
A 2011-es népszámlálás adatai alapján a község népessége 6154 fő volt.